# Dżuruf
Dżuruf (arab. جروف) – wieś w Syrii, w muhafazie Aleppo. W 2004 roku liczyła 302 mieszkańców.